# پیش‌اسفنج‌ها
پیش‌اسفنج‌ها (نام علمی: Proterospongia) نام یک سرده از زیردامنه تک‌تاژکان است.